# Додонов Олександр Михайлович
Олександр Михайлович Додонов (12 лютого 1837 Санкт-Петербург — 19 січня 1914 року, Москва) — академічний співак, тенор.
З 17 років служив на пошті, одночасно співав у церковному хорі, пізніше був солістом в католицькому костелі. Тут його почув А. Рубінштейн, порадивши серйозно займатися музикою, і звів з музикантом і педагогом Ф.Ронконі.
У 1859—1861 роках Додонов навчався вокалу у Ф. Ронконі, був призначений солістом двору великої княгині Олександри Павлівни. За порадою італійських співаків Е. Кальцоларі і К. Еверарді в 1861 удосконалювався в вокальному мистецтві в Парижі у Безанцоні, потім стажувався в Лондоні у Е. Гарсіа і в 1864 в Мілані у Ламперті.
Протягом двох років співав на сценах Мілана і Неаполя. Повернувшись в 1867 до Росії, виступав в одеській італійської опері (1867) і в київській російській опері (1868). У 1869—1891 — соліст Московського Великого театру. У 1891—1895 працював професором співу в училищі московського філармонічного товариства. Також викладав вокал у інших музичних закладах в містах: Москва, Петербург, Київ, Ростов-на-Дону, Одеса. Досконало володів італійською мовою.